# Raimund Wünsche

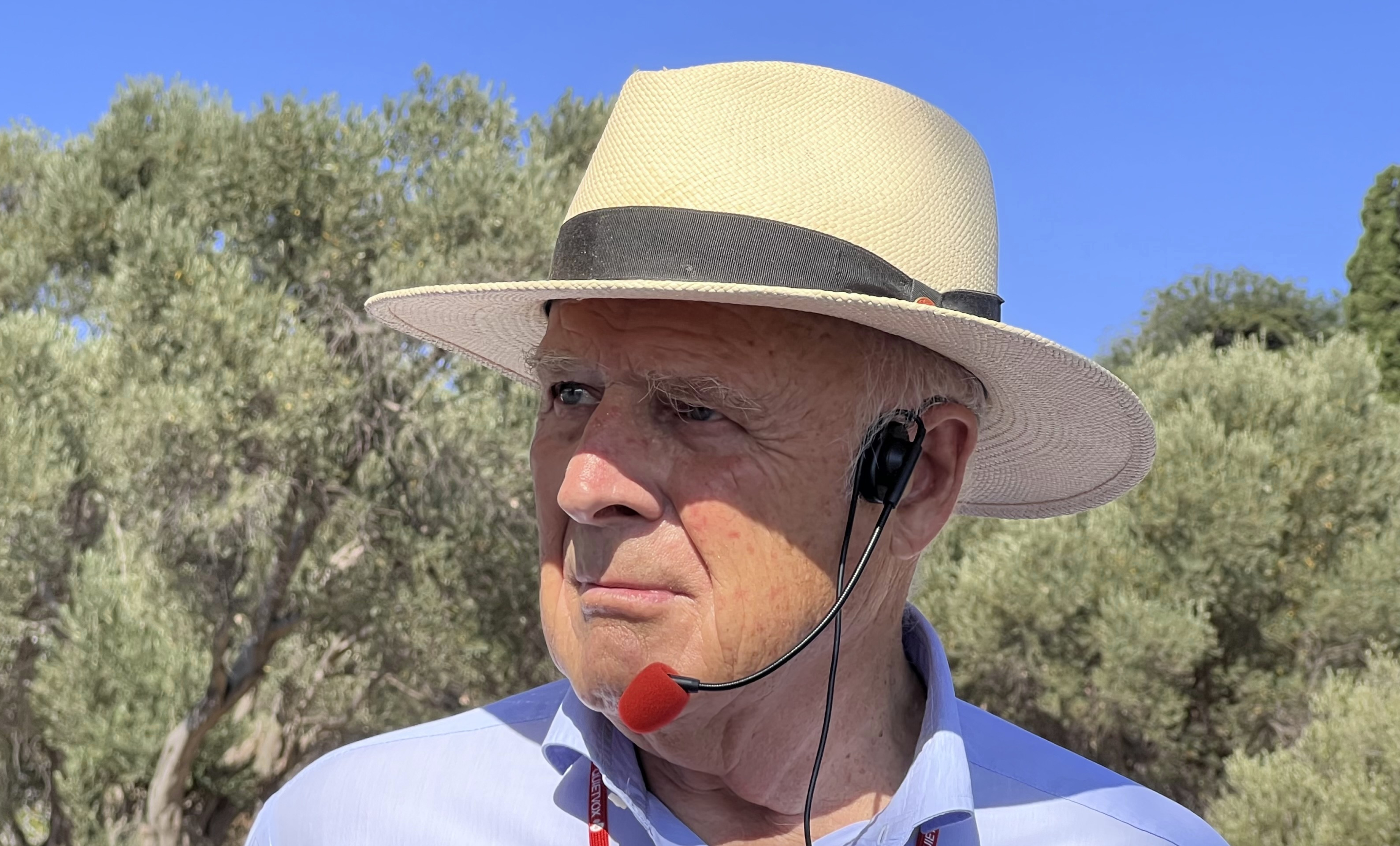
Raimund Wünsche in Rhodos, 2023

Raimund Wünsche (* 1944 in Eichstätt) ist ein deutscher Klassischer Archäologe und war von 1994 bis April 2011 Direktor der Staatlichen Antikensammlungen und Glyptothek in München.

## Werdegang
Raimund Wünsche wuchs als Sohn des Bildhauers Alois Wünsche-Mitterecker im Altmühltal auf. Nach dem Abitur studierte er Klassische Archäologie, Kunstgeschichte und Alte Geschichte an den Universitäten in Salzburg und München. 1970 wurde er in München mit der Arbeit „Studien zur aeginetischen Keramik der fruehen und mittleren Bronzezeit“ promoviert. Im selben Jahr wurde er wissenschaftlicher Mitarbeiter der Glyptothek und der Staatlichen Antikensammlungen in München. Später wurde er dort stellvertretender Direktor und war von 1994 bis April 2011 deren leitender Direktor.
Wünsche war an verschiedenen Ausgrabungen beteiligt, so am Aphaiatempel auf der griechischen Insel Ägina, in Lefkandi auf Euböa und auf Naxos. Er ist Honorarprofessor an der Akademie der Bildenden Künste München.
In der dreiteiligen Fernsehsendereihe des SWR Nie wieder keine Ahnung – Architektur beantwortete er 2011 fachkundig die Fragen von Enie van de Meiklokjes und erklärte ihr und den Zuschauenden die Grundlagen der Architekturgeschichte anhand anschaulicher Beispiele.
Wünsche ist Vater zweier erwachsener Töchter und verheiratet mit der Kunsthistorikerin Elisabeth Wünsche-Werdehausen. Er lebt im Münchner Stadtteil Schwabing.

## Ehrungen und Preise
- 1974–1975 erhielt er das Reisestipendium des Deutschen Archäologischen Instituts.
- 2006: Bayerischer Verdienstorden